# Dymer
Dymer (in ucraino Димер?) è un insediamento rurale ucraino (5592 abitanti) nel distretto di Vyšhorod, nell'oblast' di Kiev. Ospita l'amministrazione della comunità territoriale di Dymer, una delle comunità territoriali dell'Ucraina.
Fino al 26 gennaio 2024 Dymer era classificata come insediamento di tipo urbano. Da tale data è entrata in vigore una nuova legge che ha abolito questo status e Dymer è stata riclassificata come insediamento rurale,